# 邢宥
邢 宥（けい ゆう、永楽14年（1416年）- 成化17年5月20日（1481年6月17日））は、明代の官僚。字は克寛。本貫は瓊州府文昌県。

## 生涯
邢文広と許氏のあいだの子として生まれた。正統13年（1448年）、進士に及第し、刑部観政をつとめた。正統14年（1449年）、四川道監察御史に任じられた。景泰元年（1450年）、宦官の王振の一党の罪状を糾明した。景泰2年（1451年）、通州の食糧40万石を宣府に運びこんだ。この年の冬、福建巡按として出向した。ときに海禁を犯したとされた十数人が冤罪を訴えた。邢宥は刑の執行を猶予するよう請願し、真犯人を検挙することができた。景泰5年（1454年）、遼東巡按に転じた。天順2年（1458年）、河南巡按に転じた。
天順4年（1460年）、台州府知府として出向し、治績を挙げた。天順7年（1463年）、罪に問われて晋江県丞に降格された。ほどなく赦令が出て邢宥は復職し、蘇州府知府に転じた。秋の税賦を横領していた者がいたため、邢宥は法によってこれを処断し、不正に蓄えた資産1万緡を押収して、沙河の堤防建設や官道のレンガ舗装に使用した。洪水が起こり、民衆が飢えたため、邢宥は上奏の返答を待たず、米20万斛を振恤した。成化3年（1467年）1月、蘇州府の事務を監理したまま、浙江左参政の任を加えられた。8月、左僉都御史となり、蘇松巡撫をつとめた。成化4年（1468年）、丹陽河を開き、奔牛に水門を築き、兌運の冗費を省いて、民衆の便益を図った。ほどなく両浙の塩政を兼理した。属吏を考査して、職務不適格な者170人あまりを上奏して降格させた。
成化6年（1470年）8月、病のため致仕した。成化17年5月甲午（1481年6月17日）、死去した。享年は66。著書に『湄邱集』があった。